# 愛知県弁護士会
愛知県弁護士会（あいちけんべんごしかい）は愛知県にある弁護士会。かつての「名古屋弁護士会」。2005年4月1日に名称を変更した。略称は「愛弁」（あいべん）。

## 沿革
- 1893年 - 弁護士法が制定され、名古屋弁護士会が設立される。
- 1977年 - 元会長・本山亨が最高裁判所裁判官に任命される。
- 2005年 - 愛知県弁護士会に改称。

## 支部
- 一宮支部 〒491-0842 一宮市公園通4-17-1
- 半田支部 〒475-0903 半田市出口町1-45-16 住吉ビル2階
- 西三河支部 〒444-0864 岡崎市明大寺町字道城ヶ入34-10
- 東三河支部 〒440-0884 豊橋市大国町83

## 不祥事
- 2012年8月、所属弁護士が依頼を放置し、同会の紛議調停手続きの調停委員の弁護士もかばい立てしたため、依頼人が弁護士を頼まず、自力で簡易裁判所に訴える不祥事が発覚した[2]。